# Luis Alfonso de Borbón y Martínez-Bordiú, hertug af Anjou
Ludvig Alfons, hertug af Anjou, (spansk: don Luis Alfonso Gonzalo Marcelino Víctor Manuel Marco de Borbón y Martínez-Bordiú , fransk: Louis Alphonse Gonzalve Victor Emmanuel Marc de Bourbon, duc d’Anjou) (født 25. april 1974 i Madrid, Spanien) er titulær hertug af Anjou. Legitimister kalder ham Louis XX, kongen af Frankrig. 
Ludvig Alfons er oldesøn af kong Alfons 13. af Spanien og grandfætter til kong Felipe 6. af Spanien. Desuden er han oldesøn af den spanske diktator Francisco Franco. Han gør krav på de franske og spanske troner.

## Forfædre
Ludvig Alfons er søn af Alfonso Jaime, hertug af Anjou og Cádiz og María del Carmen Martínez-Bordiú y Franco (født 1951). Hans mors er datterdatter af den spanske diktator Francisco Franco. 
Selv er Ludvig Alfons sønnesøn af Jaime, hertug af Segovia og Anjou og den fransk–italienske adelsprinsesse Emmanuelle de Dampierre (1913–2012).
Ludvig Alfons er oldesøn af kong Alfons 13. af Spanien og den britisk fødte dronning Victoria Eugenie af Battenberg. Han er tipoldesøn af Alfons 12. af Spanien og Maria Christina af Østrig.

## Familie
Ludvig Alfons er gift med den venezuelansk fødte María Margarita Vargas Santaella (født 1983). Hun blev fransk statsborger i 2012. Parret har tre børn. 

## Tre franske tronprætendenter
Der er to slægter, der gør krav på den franske kongetrone, mens det er én slægt, der gør krav på den franske kejsertrone.
Ludvig Alfons er overhoved for den ældste linje af de Capétiens (Bourbons-Anjou eller Bourbons d’Espagne), og han er efterkommer af kong Ludvig 14. af Frankrig. Det er i denne egenskab, at han er prætendent til titlen som Konge af Frankrig og Navarra.
Huset Bourbon-Orléans (Slægten Orléans) nedstammer fra kongerne Ludvig 13. af Frankrig og Ludvig-Filip af Frankrig. Ludvig-Filip var franskmændenes konge (fransk: roi des Français) i 1830–1848. Den nuværende prætendent for Slægten Orléans er en søn af Henrik af Paris (1908–1999). Tronprætendenten har tidligere været gift med Marie-Thérèse af Württemberg, hertuginde af Montpensier (født 1934). Prætendenten gør krav på titlen De franskes konge af Guds nåde og folkets vilje (roi des Français par la grâce de Dieu et la volonté nationale).
Slægten Bonaparte har to mulige prætendenter til den franske kejsertrone. Det er en far og hans søn. Sønnen er Jean-Christophe Napoléon (født 1986). Han er en efterkommer af Jérôme Bonaparte, der var gift med Katharina af Württemberg. De var kongepar i Westfalen fra 1807 til 1813. Jérôme Bonaparte var lillebror til kejser Napoleon 1. af Frankrig og farbror til kejser Napoleon 3. af Frankrig. Gennem sin oldemor (Clementine af Belgien, kendt som prinsesse Napoléon) nedstammer Jean-Christophe Napoléon fra Ludvig-Filip af Frankrig. Ludvig-Filip var Frankrigs sidste konge i 1830–1848. Gennem sin mor nedstammer Jean-Christophe Napoléon fra kong Ludvig 15. af Frankrig. 